# V576 Геркулеса
V576 Геркулеса (лат. V576 Herculis) — одиночная переменная звезда в созвездии Геркулеса на расстоянии приблизительно 16292 световых лет (около 4995 парсек) от Солнца. Видимая звёздная величина звезды — от +15m до +14m.
Открыта Куно Хофмейстером в 1966 году.

## Характеристики
V576 Геркулеса — жёлто-белая пульсирующая переменная звезда типа RR Лиры (RR), или (RRAB)* спектрального класса F. Радиус — около 4,04 солнечного, светимость — около 25,766 солнечной. Эффективная температура — около 6269 K.